# 커즈
커즈(본명: 문우찬, 1999년 10월 30일~)는 대한민국의 리그 오브 레전드 프로게이머이다. 포지션은 정글, 아이디는 Cuzz를 사용하고 있다.

## 선수 경력
2016년 11월 30일, 킹존 드래곤 X에 입단하면서 프로 커리어를 시작했다. 2017 스프링 시즌에서는 크래시에 밀려서 출전하지 못했다. 서머 시즌을 앞두고 크래시가 팀을 떠나면서 팀의 주전 정글러로 도약했다. 서머 시즌 커즈는 신인이라고는 믿기 힘든 놀라운 활약을 보이면서 팀을 우승으로 이끌었다. 
2018 시즌을 앞두고 피넛이 영입되면서 스프링 시즌에서는 피넛에게 주전을 내주고 서브 선수로 활동했다. 2018 MSI에서도 서브 선수로 출전했다. 조별리그 EVOS e스포츠 전에서 교체 출전했다. 2018 서머 시즌에서도 서브 선수로 활동했다.
2019 시즌을 앞두고 주전 정글러였던 피넛이 Gen.G로 이적하면서 팀의 주전 정글러로 도약했다. 2019 스프링 시즌에서는 좋은 모습을 보여주었다. 하지만 서머 리그에 대해서는 조금 흔들리는 모습을 보여주기도 했다. 리프트 라이벌즈 2019에 참여해 LCK의 우승에 일조하기도 했다.
2020 시즌을 앞두고 T1에 입단했다. 2020 스프링 시즌 동안 주전 정글러로 활동하면서 팀의 우승에 일조했다. 스프링 결승 이후 MVP를 수상했다. 스프링 시즌 종료 이후 미드 시즌 컵에 참가했다. 미드 시즌 컵에서는 부진한 폼을 보여주었다. 서머 시즌에서도 주전으로 활약했다. 하지만 롤드컵 선발전에서는 출전하지 못했다.
2021 스프링 시즌에서는 엘림, 오너와 번갈아가면서 출전했다. 그러나 시즌 후반에는 주전경쟁에서 승리해 주전으로 도약하였으며 팀을 포스트 시즌에 진출시켰다. 서머 시즌에서는 초반에 주전으로 출전했다. 하지만 중반 이후 안좋은 폼을 보여주면서 오너에게 주전을 내주었다. 리그 오브 레전드 월드 챔피언십 2021에서는 로스터에 포함되면서 참가했다. 하지만 대회 기간 동안 오너가 주전 자리를 차지하면서 출전하지는 못했다. 2021시즌 종료 후 팀에서 퇴단했다.
2022시즌을 앞두고 KT 롤스터에 입단했다.
2024시즌을 앞두고 광동 프릭스에 입단했다. 이후 팀에서 퇴단했다.

## 소속팀
| # | 팀명          | 소속 기간               | 소속 리그 | 비고 |
| - | ------------- | ----------------------- | --------- | ---- |
| 1 | 킹존 드래곤 X | 2016.11.30 ~ 2019.11.17 | LCK       |      |
| 2 | T1            | 2019.11.21 ~ 2021.11.16 | LCK       |      |
| 3 | KT 롤스터     | 2021.11.19 ~ 2023.11.20 | LCK       |      |
| 4 | 광동 프릭스   | 2023.12.05 ~ 2024.11.19 | LCK       |      |

## 수상 내역
- 리그 오브 레전드 챔피언스 코리아 서머 2017 우승
- 리그 오브 레전드 월드 챔피언십 2017 8강
- 2017 LoL KeSPA컵 준우승
- 리그 오브 레전드 챔피언스 코리아 스프링 2018 우승
- 리그 오브 레전드 미드 시즌 인비테이셔널 2018 준우승
- 리프트 라이벌즈 2018 준우승
- 리프트 라이벌즈 2019 우승
- 우리은행 리그 오브 레전드 챔피언스 코리아 스프링 2020 우승
- 우리은행 리그 오브 레전드 챔피언스 코리아 스프링 2020 결승전 최우수선수
- 리그 오브 레전드 챔피언스 코리아 서머 2021 준우승
- 리그 오브 레전드 시즌 킥오프 2023 우승
- 리그 오브 레전드 시즌 킥오프 2023 최우수 선수